# Anton Bourguignon von Baumberg
Anton Michael svobodný pán Bourguignon von Baumberg (8. června 1808 Heřmanův Městec – 28. května 1879 Pula) byl rakousko-uherský admirál. U c. k. námořnictva sloužil od roku 1825, byl účastníkem několika válek a později zastával vysoké posty v námořní administraci. V letech 1865–1879 byl velitelem námořní základny v Pule. V roce 1875 se stal historicky prvním admirálem rakousko-uherského námořnictva.

## Biografie

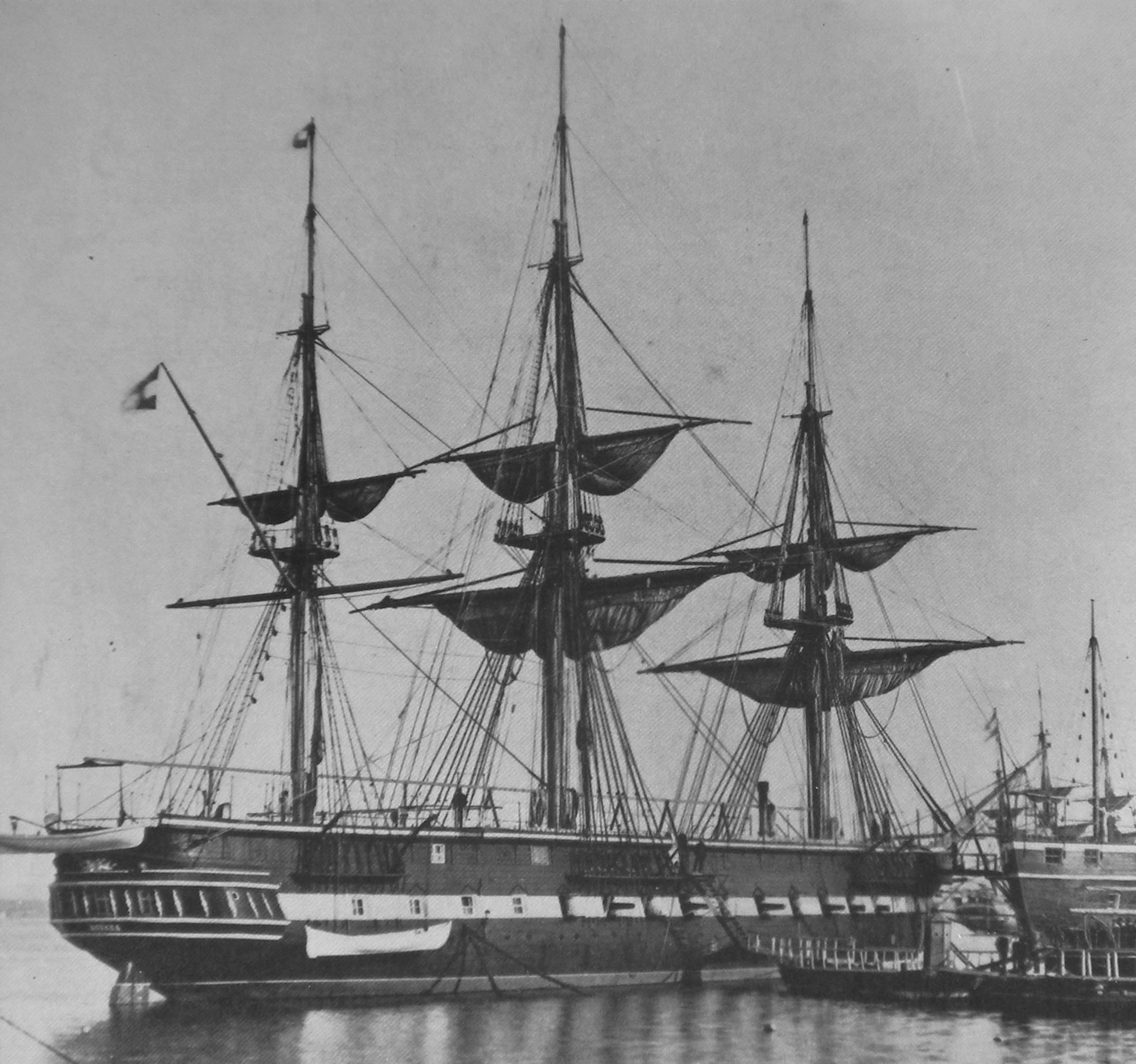
Fregata SMS Novara

Pocházel ze staré šlechtické rodiny původem z francouzské Provence, předkové od 18. století působili ve službách habsburské monarchie. Narodil se jako nejstarší syn c. k. plukovníka Antona Bourguignona (1771–1836) a jeho první manželky Anny Rumpelmayerové. Původně měl sloužil v armádě a v roce 1823 nastoupil jako kadet k 35. pěšímu pluku, kterému velel jeho otec. V roce 1825 přešel k námořní pěchotě a vystřídal službu na různých lodích, působil také v přístavech Benátky a Terst. V roce 1828 získal hodnost praporčíka a v roce 1839 byl povýšen na poručíka. V té době sloužil u námořního velitelství v Zadaru.
V roce 1848 byl povýšen na korvetního kapitána a převzal vojenské oddělení u námořního velitelství v Terstu. Během revolučních bojů v Itálii v roce 1849 se zúčastnil blokády Benátek a téhož roku získal hodnost fregatního kapitána. V letech 1850–1853 byl referentem námořního odboru u vojenské komise Německého spolku ve Frankfurtu nad Mohanem. Mezitím získal hodnosti kapitána řadové lodi (1852). V letech 1854–1855 byl šéfem námořní sekce u vrchního velení armády a poté byl pobočníkem arcivévody Maxmiliána na vlajkové lodi SMS Novara.

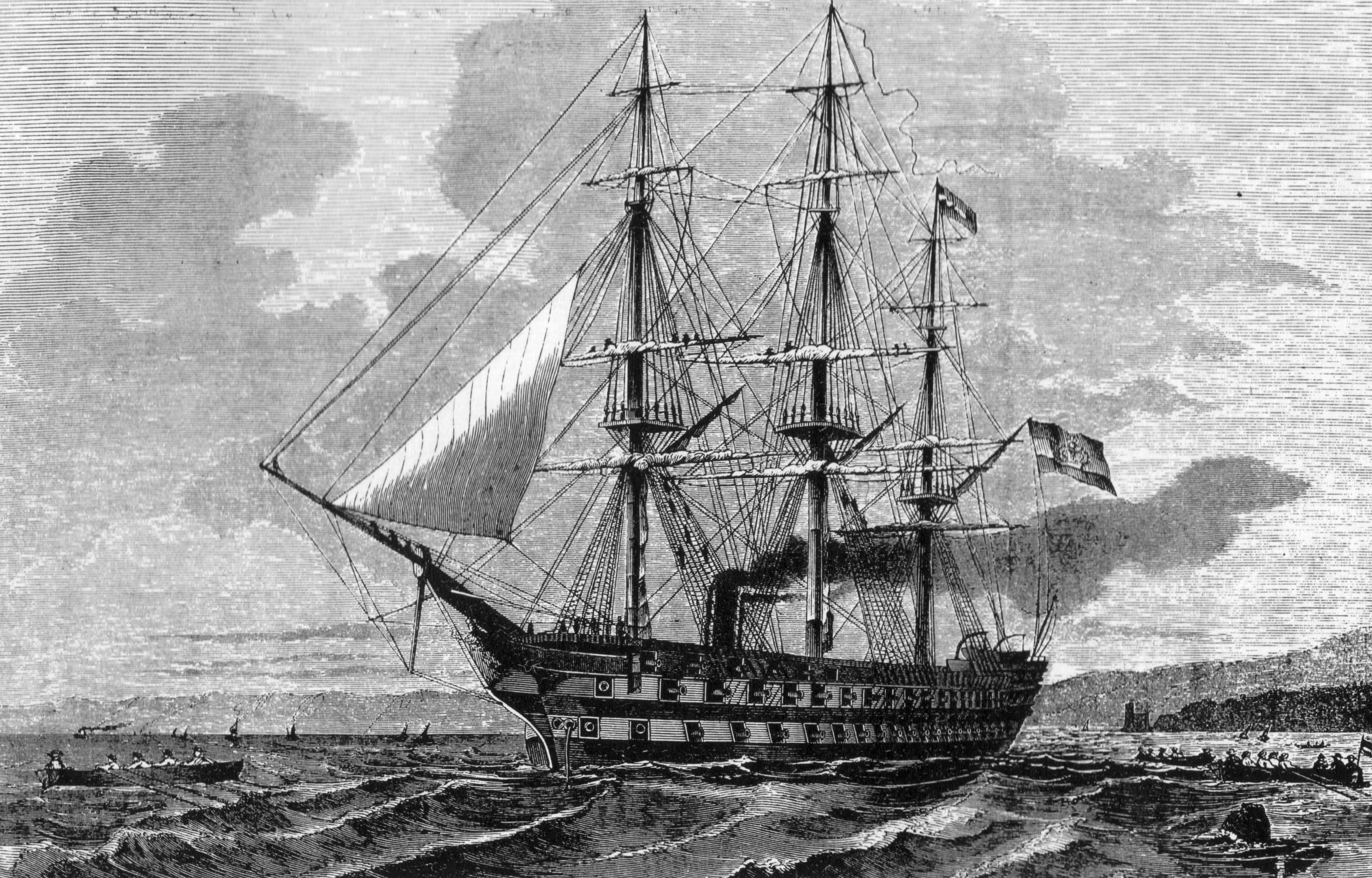
SMS Kaiser, vlajková loď Antona Bourguignona v letech 1860–1861

V hodnosti kontradmirála (1856) byl velitelem námořní eskadry na vlajkové lodi SMS Schwarzenberg (1856–1857). V letech 1857–1859 byl velitelem v Terstu a ve válce se Sardinií (1859) byl znovu pobočníkem arcivévody Maxmiliána. V letech 1860–1861 byl na vlajkové lodi SMS Kaiser velitelem eskadry v Jaderském moři a v roce 1861 získal hodnost viceadmirála. V letech 1861–1864 byl ze zdravotních důvodů mimo aktivní službu a žil v Lublani. V roce 1864 byl jmenován velitelem námořní základy v Pule a o dva roky později převzal i velení místní pevnosti. Měl významný podíl na organizaci a zesílení rakouského námořnictva před válkou s Itálií (1866). Velitelem v Pule zůstal až do své smrti v roce 1879. K datu 9. dubna 1875 byl povýšen do hodnosti admirála. Stal se historicky prvním nositelem této hodnosti, do té doby byly v rakouském a rakousko-uherském námořnictvu udělovány jen nižší hodnosti kontradmirála a viceadmirála. Admirálskou vlajku převzal fyzicky v Pule 10. dubna 1875 za přítomnosti císařovny Alžběty.
Zemřel 28. května 1879 ve věku sedmdesáti let v Pule a byl zde také pohřben na námořním hřbitově.

## Rodina
V roce 1848 se v Pule oženil s hraběnkou Johannou Lombardo-Murray (1825–1887), dcerou statkáře. Z manželství se narodilo pět dětí, dcery Anna Marie (1849–1938), Marie Anna (1859–1939) a Charlotta Helena (1860–1939) se provdaly za námořní důstojníky. Syn Ferdinand Maxmilian (1855), kmotřenec arcivévody Maxmiliána, zemřel krátce po narození. Druhý syn Arthur (1857–1928) sloužil také u námořnictva a dosáhl hodnosti kontradmirála.
Z Antonových početných sourozenců vynikl mladší nevlastní bratr Stanislaus (1823–1884), který v c. k. armádě dosáhl hodnosti polního podmaršála a byl velitelem ve Vídni. 

## Tituly a ocenění
Od narození užíval šlechtický titul svobodného pána, který rodina získala v roce 1775. Ve funkci velitele námořní základny v Pule obdržel v roce 1866 titul c. k. tajného rady s  nárokem na oslovení Excelence. Během služby u námořnictva se stal nositelem několika vyznamenání v Rakousku-Uhersku i v zahraničí. Kromě toho získal čestné občanství v Pule a rodném Heřmanově Městci.

### Rakousko-Uhersko
- Řád železné koruny III. třídy s válečnou dekorací (1848)
- Vojenský záslužný kříž (1859)
- komandérský kříž Leopoldova řádu (1861)
- Řád železné koruny I. třídy (1872)
- Válečná medaile (1873)

### Zahraničí
- rytířský kříž Řádu Spasitele (1835, Řecko)
- rytířský kříž Konstantinova řádu sv. Jiří (1835, Parma)
- Řád slávy (1841, Osmanská říše)
- Řád svaté Anny III. třídy (1846, Rusko)
- komandérský kříž Řádu Guelfů (1852, Hannoversko)
- rytířský kříž Nejvyššího řádu Kristova (1855, Papežský stát)
- velkokříž Řádu Františka I. (1859, Království obojí Sicílie
- velkodůstojník Řádu Guadalupe (1866, Mexiko)